# Exhibition Road
Exhibition Road est une rue située à Londres.

## Situation et accès
Ce lieu touristique important de Londres, en raison du grand nombre de musées et d'établissements universitaires, est situé à South Kensington.
La rue constitue l'élément central d'une zone appelée Albertopolis.
Le quartier est desservi par les lignes  Circle  District  Piccadilly à la station South Kensington. La station inclut un tunnel pédestre qui suit la section méridionale de la rue, avec les entrées près du Musée d'histoire naturelle, du Victoria and Albert Museum et du Science Museum. Le Victoria and Albert Museum a même une entrée directement du tunnel.

## Origine du nom
La rue a été nommée d'après la Grande Exposition Universelle de 1851, qui s'est tenue uniquement à l'intérieur de Hyde Park, à l'extrémité nord de la rue.

## Historique
Cette rue est aménagée en tant que centre culturel, rassemblant musées, universités, dans les années 1860.

## Bâtiments remarquables et lieux de mémoire
Elle donne accès à plusieurs institutions importantes telles que le Victoria and Albert Museum, le Science Museum, le Musée d'histoire naturelle (qui comprenait l'ancien musée géologique), la Royal Geographical Society et l'Imperial College London (accédé via l'Imperial College Road). Des universités étrangères, comme l'université Pepperdine (États-Unis) et l'université Jagellonne (Pologne), sont également représentées dans cette rue. L'institut Goethe et l'Église de Jésus-Christ des saints des derniers jours ont ici aussi des locaux.

### Espace partagé
Un concours de plans d'amélioration de la conception de la rue reflétant son importance culturelle a été organisé en 2003. Le cabinet d'architectes Dixon and Jones a remporté le concours en proposant un système d'espace partagé pour la rue et les rues avoisinantes, qui donnerait une priorité plus grande aux piétons tout en permettant la circulation automobile à une vitesse réduite,. Le projet visait également à améliorer le mérite artistique et architectural du site en s'inspirant clairement des travaux de Gordon Cullen sur les paysages urbains. Ces changements ont été achevés avant les Jeux olympiques de 2012.

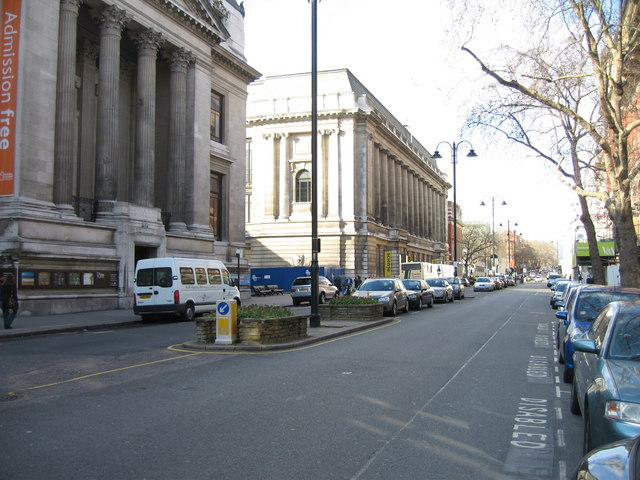
En direction du nord, avant la mise en œuvre du schéma d'espace partagé avec le Science Museum.
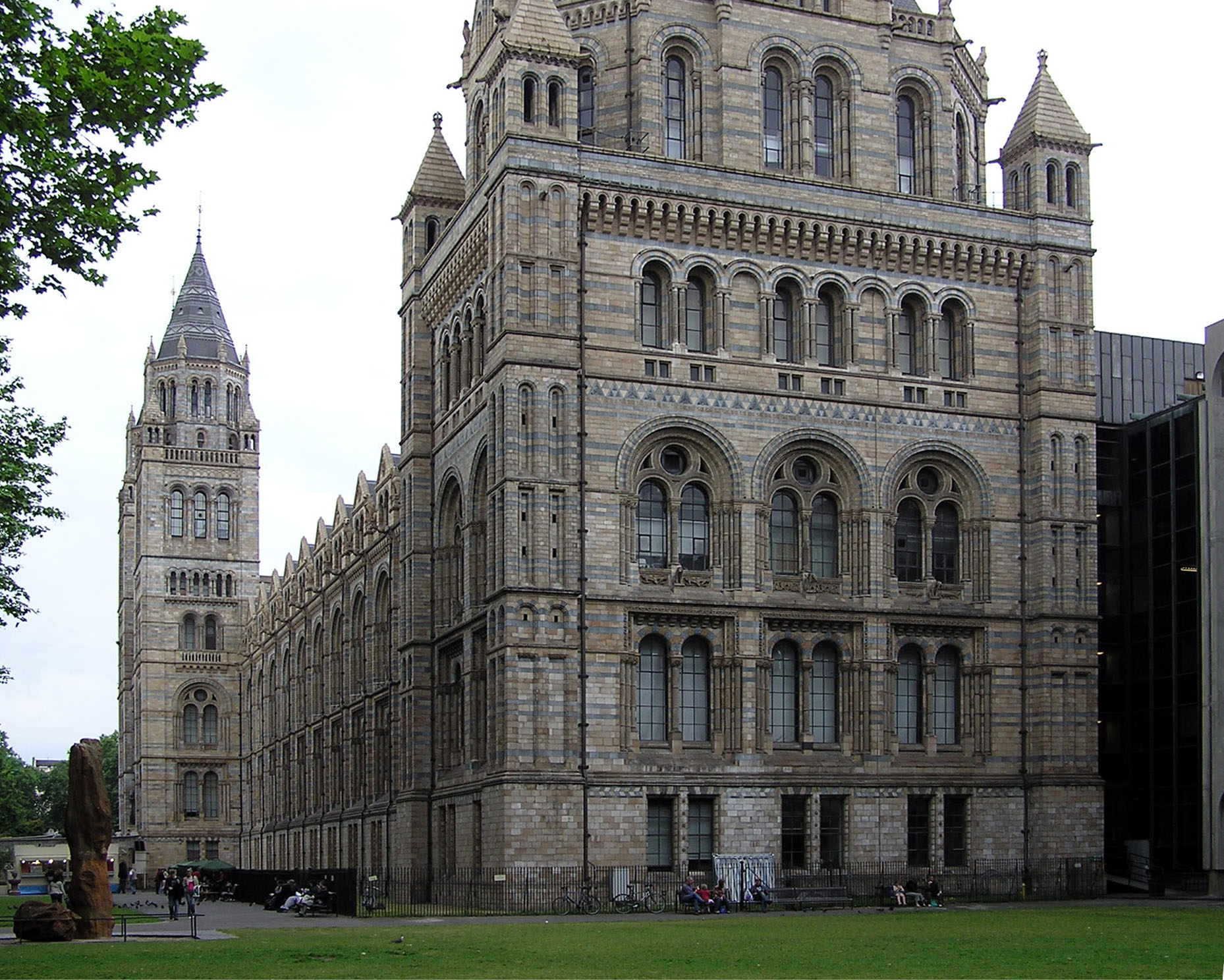
Le musée d'histoire naturelle.
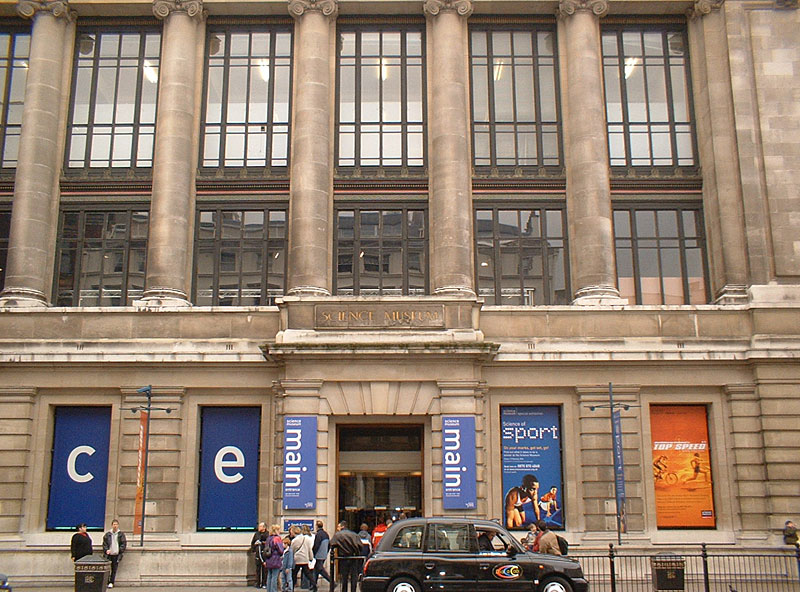
Entrée principale du Science Museum.
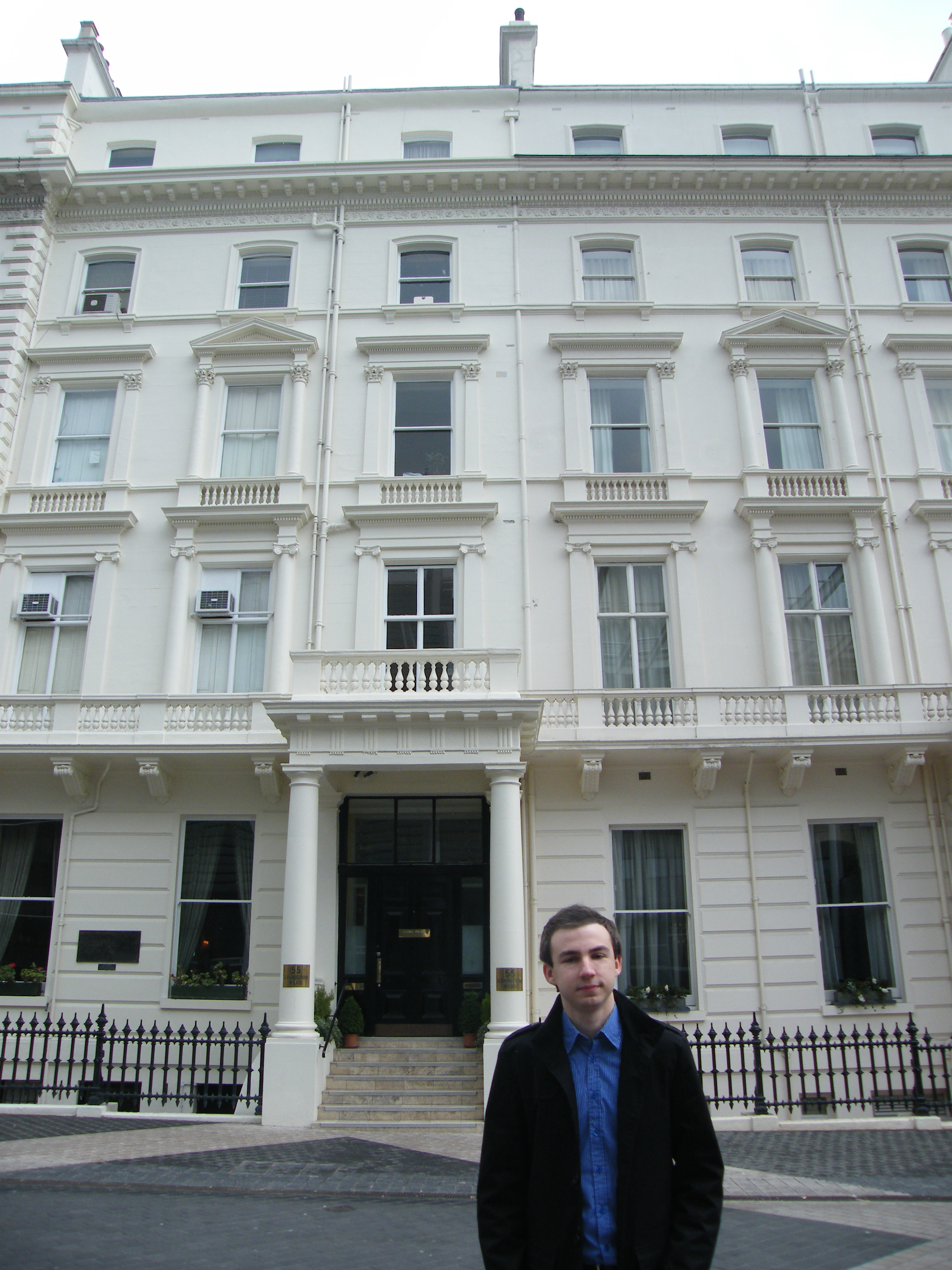
Le Polish Hearth Club sur Exhibition Road.
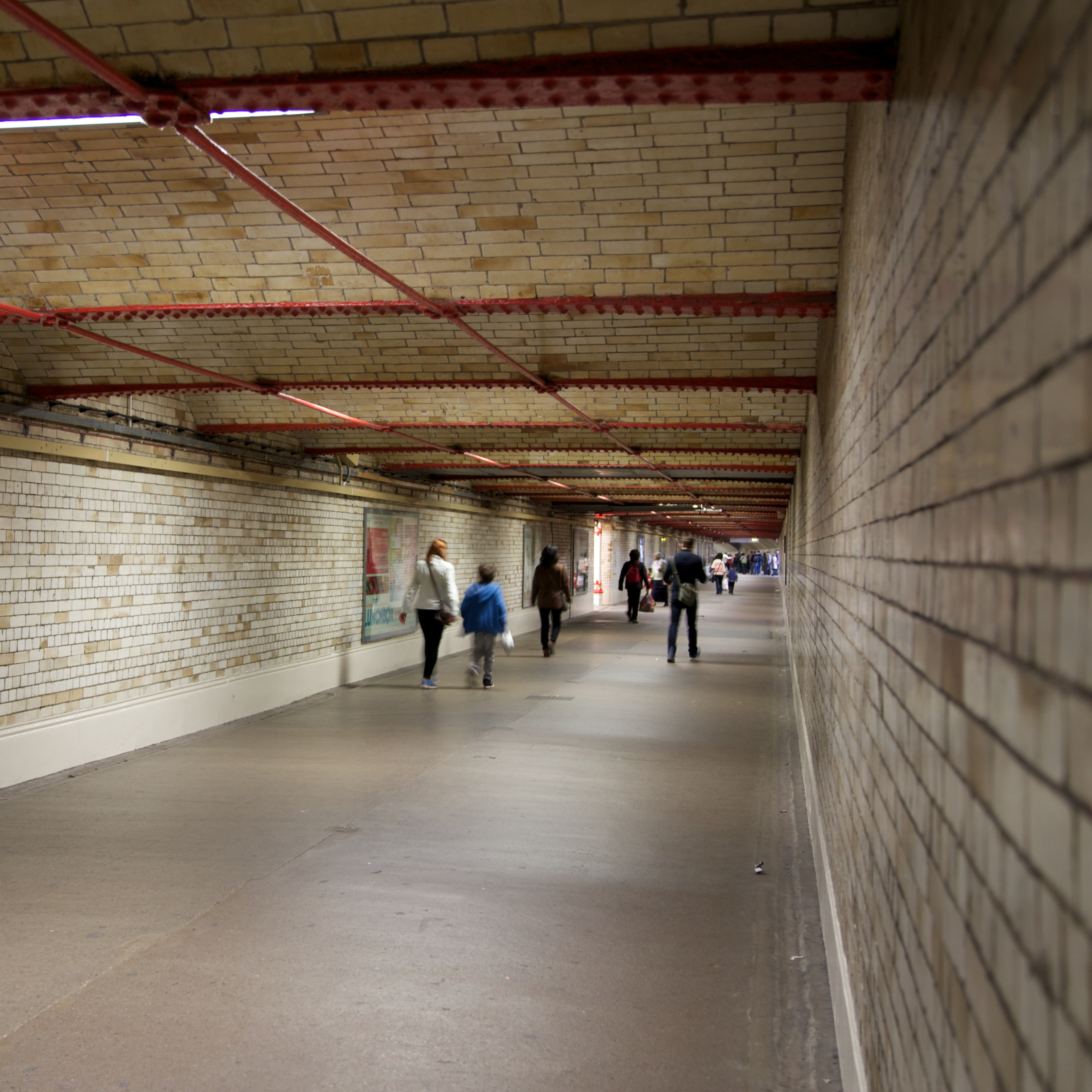
Le tunnel pédestre sous Exhibition Road, qui fait partie de la station de métro South Kensington.